# Селянинов, Олег Павлович
Олег Павлович Селянинов (1915 — 2010) — советский дипломат Чрезвычайный и полномочный посол.

## Биография
Окончил Высшую дипломатическую школу МИД СССР. Кандидат исторических наук. На дипломатической работе с 1946 года.
- В 1946—1956 годах — сотрудник центрального аппарата МИД СССР.
- В 1956—1961 годах — советник посольства СССР в ГДР.
- В 1961—1970 годах — на ответственной работе в центральном аппарате МИД СССР.
- В 1970—1974 годах — заведующий IV Европейским отделом МИД СССР.
- С 31 августа 1974 по 21 января 1979 года — чрезвычайный и полномочный посол СССР в Новой Зеландии[3].
- С 31 января 1976 по 21 января 1979 года — чрезвычайный и полномочный посол СССР в Тонга по совместительству[4].
- С 1979 года — в отставке, на научно-преподавательской работе в МГИМО. Профессор кафедры дипломатии МГИМО.